# اس‌ام یوبی-۱۲۶
اس‌ام یوبی-۱۲۶ (به انگلیسی: SM UB-126) یک زیردریایی بود که طول آن ۵۵٫۸۵ متر (۱۸۳٫۲ فوت) بود. این زیردریایی در سال ۱۹۱۸ ساخته شد.